# Freddy Jesús Fuenmayor Suárez
Freddy Jesús Fuenmayor Suárez (Maracaibo, 6 de novembro de 1949) é um clérigo católico romano venezuelano e bispo de Los Teques.

## Biografia
Freddy Jesús Fuenmayor Suárez concluiu os estudos eclesiásticos no Seminário de Santa Rosa de Lima de Caracas, completando-os depois na Pontifícia Universidade Gregoriana, onde obteve a licença em Teologia. Ordenado sacerdote em 3 de abril de 1976 e incardinado na diocese de Los Teques, exerceu o ministério sacerdotal como vice-pároco, pároco, responsável diocesano de pastoral vocacional e juvenil, vice-reitor e depois reitor do Seminário Interdiocesano de Caracas.
O Papa João Paulo II o nomeou Bispo de Cabimas em 12 de março de 1994. Recebeu a ordenação episcopal em 23 de abril do mesmo ano pelo Bispo de Los Teques, Pío Bello Ricardo SJ; os co-consagradores foram Ramón Ovidio Pérez Morales, arcebispo de Maracaibo, e Mario del Valle Moronta Rodríguez, bispo auxiliar em Caracas.

Em 30 de dezembro de 2004, Mons. Freddy Fuenmayor foi nomeado bispo de Los Teques.